# Hirschfeld (Saksonia)
Hirschfeld − miejscowość i gmina w Niemczech, w okręgu administracyjnym Chemnitz, w powiecie Zwickau, wchodzi w skład wspólnoty administracyjnej Kirchberg.